# Raymond Damadian
Raymond Vahan Damadian (Huntington (New York), 16 maart 1936 – 3 augustus 2022) was een Amerikaans biofysicus van Armeense afkomst die als pionier op het gebied van magnetic resonance imaging (MRI) bekend is geworden.

## Biografie

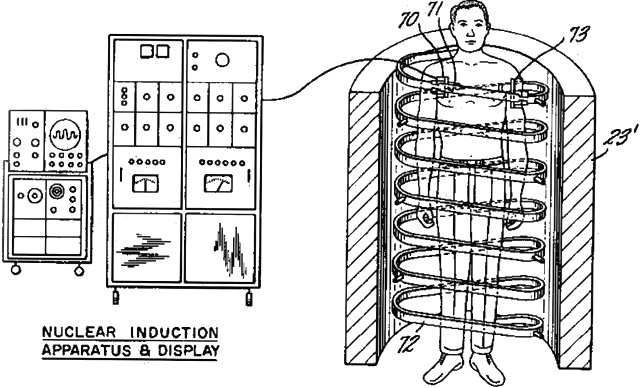
Damadians idee van een machine gemaakt om kanker te detecteren.

Damadian haalde een Bachelor of Science in wiskunde aan de University of Wisconsin-Madison in 1956 en een M.D. aan het Albert Einstein College of Medicine in New York in 1960. In een rapport uit 1971 stelde hij dat tumoren en 'gewoon' weefsel verschillend gedrag bij kernspinresonantie (NMR) te zien gaven. Hij suggereerde dat hiermee kanker te diagnosticeren zou zijn. Maar praktisch toepasbaar was de techniek niet. Damadian kon slechts losse puntjes weefsel bestuderen. Later onderzoek toonde echter aan dat niet alle vormen van kanker met NMR te diagnosticeren waren, en dat zijn oorspronkelijke methode soms niet voldeed. Desalniettemin patenteerde hij in 1974 het ontwerp en gebruik van NMR, waarbij hij echter geen methode beschreef voor het maken van plaatjes.
Nadat Paul Lauterbur, Peter Mansfield en anderen een manier vonden om met behulp van kernspinresonantie wel plaatjes te maken, ontwikkelde Damadian de magnetic resonance imaging scan in 1977. In 1978 richtte hij het bedrijf FONAR op, waarmee hij in 1980 de eerste commercieel bruikbare MRI-scanner op de markt bracht. Damadian's methode voor het maken van afbeeldingen had geen succes en de "Indomitable", zoals het apparaat heette, werd niet verkocht. FONAR ruilde Damadian's "focused field" benadering in voor die van Lauterbur en Mansfield.
Hij werkte vervolgens samen met Wilson Greatbatch, een vroege ontwerper van implanteerbare pacemakers om een MRI-bestendige pacemaker te maken.
Damadian is eveneens een diepgelovig christen die een aanhanger is van het creationisme waarvan hij de 'jongeaardevariant' aanhangt. Dit heeft bepaalde evolutiebiologen alsmede sommige andersoortige creationisten ertoe gebracht zich te verzetten tegen zijn nominatie voor de Nobelprijs voor Fysiologie of Geneeskunde, die in 2003 wel werd toegekend aan Lauterbur en Mansfield. In artikelen in The New York Times, The Washington Post en Los Angeles Times bepleitte hij dat hij in de eer had moeten delen.
Damadian overleed op 3 augustus 2022 en werd 86 jaar oud.

## Erkenning
Damadian ontving een National Medal of Technology in 1988 en werd een jaar later geïntroduceerd in de National Inventors Hall of Fame. Zijn originele MRI-scanner doneerde hij aan het Smithsonian Institution in de jaren 1980 en wordt momenteel uitgeleend en tentoongesteld in het National Inventors Hall of Fame in Ohio.